# Wladimir Georgijewitsch Sucharew
Wladimir Georgijewitsch Sucharew (russisch Владимир Георгиевич Сухарев; * 10. Juli 1924 in Georgijewka; † 30. April 1997) war ein sowjetischer Leichtathlet. Der 1,79 m große und 76 kg schwere Sprinter war international vor allem als Staffelläufer erfolgreich.
Bei den Europameisterschaften 1950 in Brüssel wurde Sucharew als Startläufer in der sowjetischen 4-mal-100-Meter-Staffel eingesetzt und errang gemeinsam mit Lewan Kaljajew, Lewan Sanadse und Nikolai Karakulow den Titel vor den Mannschaften aus Frankreich und Schweden.
Darüber hinaus gewann Sucharew zwei olympische Silbermedaillen in der Staffel. 1952 in Helsinki zusammen mit Boris Tokarew, Kaljajew und Sanadse und 1956 in Melbourne mit Leonid Bartenew, Tokarew und Juri Konowalow. In beiden Fällen lief Sucharew auf der Schlussposition.